# مکرتومیان
مکرتومیان (زبان ارمنی: Մկրտումյան), یکی از نام‌های خانوادگی رایج در میان ارمنیان می‌باشد.
- آناهیت مکرتومیان
- استرا مکرتومیان
- ژنیا مکرتومیان
- مهر مکرتومیان
- یوری مکرتومیان
- سریوژا مکرتومیان